# 福清王 (明朝第一任)
福清王朱常（16世纪—17世纪），明朝宗室，吉宣王朱翊銮的嫡三子。明吉藩第一代福清王。

## 生平

### 明朝年间
按《宗藩条例》，朱翊鑾是作为旁支郡王进封为亲王，他的庶次子朱常汶及朱常不能封郡王，只能按郡王的儿子封镇国将军。
朱翊鑾引用例子，请求封朱常汶、朱常为郡王。万历二十三年（1595年）十二月，礼部请求驳回。神宗认为吉王府是親支，命照之前秦王府的例子改封朱常汶、朱常为郡王。
朱翊鑾又奏请按瀋宣王朱恬烄子朱珵塏、朱珵埏分別封為靈壽王及六合王、秦靖王朱敬镕子朱誼𣴖封為崇信王等由小宗入继的亲王的子孙仍可封郡王的事例，早正朱常汶、朱常的名分，及请求改封二人各自的夫人陳氏、周氏为王妃。万历二十四年（1596年）正月，礼部上奏请求驳回及下敕书令吉王府長史司告知朱翊鑾遵守成例，不要再妄求给儿子们加封。神宗下旨称吉王府为親支，朱常汶、朱常准照秦王府的例子改封郡王，他人不得引以為例。二月，禮科給事中楊天民称以前秦、瀋二王府的王子得封郡王已经错了，岂可再错，要防止他人心存侥幸效仿，请求按礼部所请停止封朱常汶、朱常为郡王，神宗不采纳。三月，礼部问如果其他人也以此为由请求封儿子为郡王，神宗又当如何，请求收回成命，神宗不准。礼部又奏请准朱常汶、朱常受封郡王，但仍支用鎮國將軍祿米，儀仗、房屋、冠服等件照例免给，至于教授、典膳、民校等項由礼部銓選給撥，获准。五月，神宗遣武安侯鄭惟忠、新寧伯譚國佐、編修吳道南、楊繼禮、董其昌、簡討傅新德、編修湯賓尹、史繼階、寺丞張鳴㟠、行人劉尚賓、崔廷健、潘國重、黃化龍、中書蕭近高冊封朱常為福清王，夫人周氏加封為德化王妃，朱常汶夫婦也加封為德化王和德化王妃。
后来朱翊鑾又引用朱常汶、朱常为例，请求让第五子朱常源也受封郡王。礼部上奏认为朱常汶、朱常没有被改回镇国将军已经是侥倖，不该被引以为例，加恩也不可以一再发生，应该依法仅封朱常源为镇国将军。万历三十九年（1611年）十月，神宗同意礼部的意见。
朱常的去世时间待考。

## 家庭

### 妻妾
- 王妃周氏

### 子孙
- 嫡长子朱由杞
- 嫡次子朱由权，万历三十一年（1603年）八月赐名[8]